# Кафедральный собор Марселя
Кафедральный собор Марселя (фр. Cathédrale Sainte-Marie-Majeure de Marseille) — католический собор, расположенный в Марселе, Франция. Функционирует с 1896 года. Резиденция архиепархии Марселя.

## Старый собор
Часть старого собора все ещё сохранилась рядом с новым зданием. Собор был построен в XII веке в романском стиле. Эклектичный стиль характерен для XIX века. Два пролёта нефа были снесены в 1850-х годах при строительстве нового собора. Остался один хор и один пролёт нефа. Старый собор обычно называют Vieille Major. Композитор Шарль Демазюр был органистом в старом соборе.

## Новый собор
Действующий собор Nouvelle Major был построен в псевдовизантийском стиле, причудливо соединённом со стилем итальянского Возрождения. Первый камень в фундамент был заложен императором Наполеоном III в 1852 году, а первая служба состоялась в 1893 году. Собор получил титул малой базилики и был освящён в 1897 году. Построен на месте, которое с V века использовалось для соборов Марселя, архитекторами Леоном Водуайе и Анри-Жаком Эсперандьё (1829—1874). Длина собора составляет 142 метра, а высота главного купола — 70 метров. Один из крупнейших соборов Франции, рассчитанный на 3000 мест, его общая площадь составляет 7680 квадратных метров. Памятник архитектуры с 1906 года.

## Галерея
- Старый собор
- Новый собор
- Интерьер нового собора